# التقسيم الزمني لحضارة وادي السند
تُستخدم العديد من التقسيمات الزمنية في حضارة وادي السند لتحديد الفترات الزمنية. في حين قُسمت حضارة وادي السند إلى الهارابا المبكرة والناضجة والمتأخرة من قبل علماء الآثار مثل مورتيمر ويلر، شملت التقسيمات الزمنية الأحدث المستوطنات الزراعية المبكرة من العصر الحجري الحديث، واستخدام نموذج المرحلة- الطور، الذي غالبًا ما يجمع بين المصطلحات من أنظمة مختلفة.

## التقسيمات الزمنية
تقسم التسميات الأكثر شيوعًا لحضارة وادي السند إلى مرحلة الهارابا المبكرة والناضجة والمتأخرة. سبقت القرى الزراعية المحلية حضارة وداي السند، إذ سُكنت سهول النهر عندما أصبحت إدارة المياه متاحة، مما ساهم في خلق حضارة متكاملة. سُمي هذا النطاق الزمني الأوسع أيضًا عصر السند وتقليد السند.

## الهارابا المبكرة والناضجة والمتأخرة
أدت الدراسات الاستقصائية المبكرة التي أجراها السير أوريل شتاين في بلوشستان إلى اكتشاف العديد من مواقع ما قبل التاريخ من الجماعات غير المعروفة. ساد اعتقاد بعد الحفريات التي أُجريت في هارابا وموهينجو دارو، بأن المواقع التي تعود لما قبل التاريخ في السند وبلوشستان تمثل ثقافة هاجرت من بلوشستان إلى وادي السند لإقامة حضارة وادي السند. دحض إم. آر موغال هذه الفكرة بناء على اكتشافه للمراحل المهنية المبكرة في صحراء تشويلستان. صيغ مصطلح الهارابا المبكرة من قبل إم. آر موغال في أطروحته في جامعة بنسلفانيا، والتي قدمت خلاصة لاستقصائه ودراساته العديدة في جميع أنحاء باكستان. يستند هذا التصنيف إلى هارابا وموهينجو دارو، على افتراض التسلسل التطوري. بحسب ما جاء به موغال، فإن هذا التقسيم «يضع وادي السند داخل إطار تطوري ثلاثي، لميلاد المجتمع وازدهاره وانتهائه بطريقة مألوفة للمفاهيم التطورية الاجتماعية لإلمان سيرفيس (1971).
بحسب كونينغام ويونغ «رُسخت [...] في الاستخدام الشائع بسبب «علماء الآثار البريطانيين ذوي النفوذ ريمون وبريدجيت ألشين [اللذين] استخدما تقسيمات مماثلة في عملهما». ووفقًا كونينغام ويونغ، فإن هذا النهج هو «محدود» و «مقيد»، ويركز بشكل كبير على المرحلة الناضجة.

## شافر: تقليد هاربا
تستخدم الدراسات في علم الآثار عادة تباين نظام العصور الثلاث الذي طوره كريستيان يورغينسن تومسن لتقسيم المجتمعات السابقة إلى العصر الحجري والعصر البرونزي والعصر الحديدي. على الرغم من أن هذا النظام مفيد للغاية في غرضه الأساسي المتمثل في تنظيم مجموعات المتحف، لكنه غير قادر على تحديد الطبيعة الديناميكية والمرنة للعلاقات بين المستوطنات البشرية. لمعالجة هذه المشكلة طور عالما الآثار غوردون ويلي وفيليب فيليبس نظامًا يعتمد على تكامل ثقافي تاريخي أو مفهوم إرشادي لوصف توزيع «العلاقة» عبر الزمن والفضاء. جرى العمل على تكييف هذه المفاهيم من قبل جيم جي. شافر وديان ليتشتينشتاين كحل محتمل لمشكلة مماثلة في وادي السند الأكبر.
قسم شافير تقاليد وادي السند الأوسع نطاقًا إلى أربعة عصور ما قبل هارابا «عصر إنتاج الأغذية المبكر» وعصر الطابع الإقليمي والتكامل وعصر الطابع المحلي، التي تتوافق تقريبًا مع مراحل الهارابا المبكرة والهارابا الناضجة والهارابا المتأخرة. يمكن تقسيم كل عصر إلى مراحل مختلفة. المرحلة هي وحدة أثرية تمتلك سمات مميزة بما فيه الكفاية لتمييزها عن جميع الوحدات الأخرى التي صُممت بشكل مماثل. بحسب شافر، كان هناك تباين إقليمي كبير، وكذلك اختلافات في التسلسلات الثقافية، وهذه العصور والمراحل ليست تسلسلًا تطوريًا ولا يمكن تطبيقها بشكل موحد على كل موقع.